# Srbica
Srbica (albánsky Skënderaj, srbsky Србица, Srbica) je město v Kosovu v Kosovskomitrovickém okruhu. Nachází se v oblasti Drenica, asi 21 km jihozápadně od Kosovské Mitrovice a asi 49 km severozápadně od Prištiny. V roce 2011 žilo v samotném městě 9 372 obyvatel, v celé připadající opštině potom 50 858 obyvatel. Naprostou většinu obyvatel (99,66 %) tvoří Albánci.
Město Srbica je údajně nejchudším městem v celém Kosovu, trpí nízkou ekonomickou aktivitou a trvale vysokou mírou nezaměstnanosti. Je místem, kde začala válka v Kosovu v roce 1998, a které bylo touto válkou nejvíce poškozeno.
Městem protéká řeka Klina. K jeho opštině patří celkem 50 sídel: Baks, Banja, Broćna, Ćirez, Čitak, Čubrelj, Donja Klina, Donje Obrinje, Donje Prekaze, Donji Obilić, Doševac, Gornja Klina, Gornje Prekaze, Gornji Obilić, Izbica, Kladernica, Kožica, Kostrc, Kotore, Krasalić, Krasmirovac, Kruševac, Kućica, Lauša, Leočina, Likovac, Ljubovac, Makrmalj, Marina, Mikušnica, Murga, Novo Selo, Ovčarevo, Padalište, Plužina, Poljance, Prelovac, Radiševo, Rakitnica, Rezala, Rudnik, Srbica, Srednja Klina, Suvo Grlo, Tica, Trnavce, Turićevac, Tušilje, Vitak a Voćnjak.